# Липатов, Сергей Михайлович
Сергей Михайлович Липатов (бел. Сяргей Міхайлавіч Ліпатаў; 1899–1961) — советский химик и физикохимик, доктор химических наук (1936), академик (1940); вице-президент (1940–1944) Национальной академии наук Белорусской ССР, ректор Пермского университета (1943), заведующий лабораторией Института химии АН БССР (1944).
Основное направление научной работы С. М. Липатова — физико-химия полимерных веществ и их растворов. Опубликовал около 200 научных работ по вопросам коллоидной химии, физико-химии полимеров и химической технологии, автор первых в Советском Союзе монографий по физико-химии полимеров, им было подготовлено 25 кандидатов и 6 докторов наук. Имел награды СССР.

## Биография
Родился 11 октября 1899 года в деревне Глуховка, ныне Серпуховского района Московской области.
Окончил физико-математический факультет Московского университета в 1923 году. В 1924–1927 годах работал в 1-й химической лаборатории Московской ситценабивной фабрики, с 1927 года преподавал в Иваново-Вознесенском политехническом институте (доцент). В этом вузе он организовал специальный курс «Коллоидно-химические основы крашения».
В 1929 году по приглашению директора Физико-химического института им. Карпова А. Н. Баха, Липатов организовал первую в СССР Лабораторию по искусственному волокну и руководил ею до 1938 года (впоследствии лаборатория была реорганизована в Научно-исследовательский институт искусственного волокна и переведена в Мытищи). Исследования, проводимые в лаборатории позволили подробно изучить разные стадии вискозного процесса и дать более простую схему получения вискозы.
В 1931–1937 — зав. кафедрой физической и коллоидной химии Всесоюзного института кожевенной промышленности.
В 1938 году возглавил лабораторию физико-химии коллоидов в Коллоидно-электрохимическом институте Академии Наук СССР, где продолжил исследования в области высокополимерных соединений. В 1940 году С. М. Липатов переехал в Минск, где организовал лабораторию высокомолекулярных соединений при Академии наук БССР.
C началом Великой Отечественной войны был направлен в Ташкент для организации работы переехавшей туда Академии наук Белорусской ССР, также работал в Среднеазиатском университете. В апреле 1943 года Липатов был назначен исполняющим обязанности, а с 31 июля 1943 года — ректором Молотовского (Пермского) университета (одновременно заведуя там же кафедрой физической и коллоидной химии). 3 января 1944 года был освобождён от этой должности в связи с возвращением к работе в Академии Наук БССР.
|  |  |  |  |  |

С 1944 года возглавлял кафедру физической и коллоидной химии в Московском текстильном институте и одновременно руководил лабораторией высокополимеров и растительного сырья Института химии Академии Наук БССР.
В 1959 году Липатов реорганизовал лабораторию физико-химии высокополимеров в Институте физико-органической химии АН БССР, ориентировав её работу на потребности народного хозяйства.
Умер 8 января 1961 года в Москве. Похоронен на Новодевичьем кладбище, там же была похоронена его жена — Гарриетта Владимировна Липатова (1902–1986).

## Значение научного творчества
С. М. Липатов является разработчиком:
- общей теории синерезиса;
- нового, ускоренного метода вакуумного крашения;
- простой схемы получения вискозы;
- способ получения спирта из крахмало- и целлюлозосодержащего сырья[4][5][6].

## Научные работы
- Липатов С. М. Коллоидо-химические основы крашения. — Иваново-Вознесенск, 1929
- Липатов С. М. Учение о коллоидах. — 1933.
- Липатов С. М. Высокополимерные соединения. Лиофильные коллоиды. — М.; Л.: Гос. изд-во легкой пром-сти, 1934. 234 с.
- Липатов С. М. Проблема застудневания лиофильных коллоидов. — М.: Ун-т физ. химии и энергетики им. акад. Н. Д. Зелинского. 1937.
- Кинетика и динамика процессов сушки и увлажнения (кожа, глина, целлюлоза, дерево, торф, уголь и пр.): учебное пособие для студентов втузов / А. В. Лыков; ред. С. М. Липатов. — М.; Л. : Гизлегпром, 1938. — 592 с.
- Липатов С. М. Проблемы учения о лиофильных коллоидах. — Мн.: Изд-во Акад. наук БССР, 1941.
- Липатов С. М. Высокополимерные соединения (лиофильные коллоиды). — Ташкент: Изд-во Акад. наук БССР, 1943.
- Липатов С. М. Физико-химия коллоидов. — М.; Л.: Госхимиздат, 1948.
- Липатов С. М. Влияние вакуума на сорбцию красителей волокном — 1956.
- Липатов С. М., Ильящук Н. Д. Влияние вакуума на сорбцию красителей волокном // Коллоидный журнал. 1956. т. 18, № 5.